# Cantón de Thionville-Oeste
El cantón de Thionville-Oeste era una división administrativa francesa, que estaba situada en el departamento de Mosela y la región de Lorena.

## Composición
El cantón estaba formado por una fracción de la comuna que le daba su nombre:
- Thionville (fracción)

## Supresión del cantón de Thionville-Oeste
En aplicación del Decreto nº 2014-183 de 18 de febrero de 2014,el cantón de Thionville-Oeste fue suprimido el 22 de marzo de 2015 y su fracción de comuna pasó a formar parte del nuevo cantón de Yutz.